# 마르셀 야코프
마르셀 칼 야코프(스웨덴어: Marcel Karl Jacob, 1964년 1월 30일 ~ 2009년 7월 21일)는 스웨덴의 음악가로, 하드 록 밴드 탈리스만의 설립자, 수석 작곡가, 베이시스트로 잘 알려져 있다. 짧은 기간 동안, 그는 또한 유럽 밴드와 잉베이 말름스틴과 함께 연주했다. 야코프는 또한 숙련된 리드 기타리스트였으며, 때때로 그 기타리스트가 자신의 수준에 맞지 않는다고 느끼는 앨범에서 기타 솔로를 연주했다.